# 1987 na rádio
Nesta página encontrará referências aos acontecimentos directamente relacionados com a rádio ocorridos durante o ano de 1987.

## Nascimentos
| Data | Nome | Profissão | Nacionalidade | Observações | Ref |
| ---- | ---- | --------- | ------------- | ----------- | --- |

## Mortes
| Data          | Nome          | Profissão                        | Nacionalidade | Observações | Ref |
| ------------- | ------------- | -------------------------------- | ------------- | ----------- | --- |
| 26 de janeiro | Renato Murce  | radialista da Rádio Nacinal, RJ  | Brasil        |             |     |
| 26 de junho   | Sonia Ribeiro | radialista e apresentadora de TV | Brasil        | n. 1930     |     |